# IC 5127
IC 5127 је ознака објекта на координатама са ректансцензијом 21h 39m 51,0s и деклинацијом + 6° 14" 6'. Открио га је Гијом Бигурдан, 27. октобра 1894. Каснијим посматрањима на том положају није уочен никакав астрономски објекат.